# Cesare Maldini
Cesare Maldini (Trieste, 5 de febrer de 1932 - Milà, 3 d'abril de 2016) va ser un jugador i entrenador italià de futbol. Va jugar a la Triestina, a l'AC Milan i al Torino FC i va entrenar el Milan i a les seleccions d'Itàlia i Paraguai. Era el pare de l'exfutbolista i capità de l'AC Milan, Paolo Maldini.
Va morir el 3 d'abril de 2016 a l'edat de 84 anys.

## Carrera

### Com a jugador
Era considerat un gran defensa amb bona tècnica i notable joc aeri. Format en les categories inferiors de la Triestina, Cesare debuta amb el primer equip la temporada 1952-1953.
En finalitzar el curs abandona la seva ciutat natal i fitxa per l'AC Milan. Amb el club milanès conquista quatre scudetti i la Copa d'Europa arribant també a ser el seu capità. Va jugar com a titular la final de la Copa d'Europa de 1958, que el Milan va perdre per 2-3 contra el Reial Madrid a Heysel, i que suposà la tercera Copa d'Europa consecutiva per als blancs.
Posteriorment va jugar com a titular la final de la Copa d'Europa de 1963, que el Milan va guanyar contra el SL Benfica per 2 a 1 a l'estadi de Wembley a Londres, i que representà la primera victòria italiana en la competició.
Es va retirar en Torino FC l'any 1967.
| Club         | País   | Any       |
| ------------ | ------ | --------- |
| US Triestina | Itàlia | 1952-1953 |
| AC Milan     | Itàlia | 1954-1966 |
| Torino       | Itàlia | 1966-1967 |

### Com a entrenador
| Club           | País     | Any       |
| -------------- | -------- | --------- |
| Foggia         | Itàlia   | 1974-1976 |
| Ternana Calcio | Itàlia   | 1976-1977 |
| Parma FC       | Itàlia   | 1978-1980 |
| Itàlia sub-21  | Itàlia   | 1986-1996 |
| Itàlia         | Itàlia   | 1996-1998 |
| AC Milan       | Itàlia   | 2001-2001 |
| Paraguai       | Paraguai | 2001-2002 |

## Palmarès

### Jugador

#### Competicions nacionals
- Sèrie A

Milan: 1954-1955, 1956-1957, 1958-1959, 1961-1962

#### Competicions internacionals
- Copa Llatina

Milan: 1956
- Copa de Campions d'Europa

Milan: 1962-1963

### Entrenador

#### Club
- Recopa d'Europa

Milan: 1972-1973
- Copa d'Itàlia

Milan: 1972-1973

#### Selecció italiana
- Campionat d'Europa sub 21

1992, 1994, 1996

## Curiositats
El cognom Maldini és una italianització de l'eslovè Maldič.
Va créixer al barri de Servola i és reconegut pel seu típic accent triestí.
El 1963 es va convertir en el primer futbolista italià a guanyar la Copa d'Europa com a capità del seu club.